# جمهورية عكا
جمهورية عكا (بالبرتغالية: República do Acre) (بالإسبانية: República del Acre) أو دولة عكا المستقلة (بالبرتغالية: Estado Independente do Acre) (بالإسبانية: Estado Independiente del Acre) هو اسم لسلسلة من الحكومات الانفصالية في منطقة عكا البوليفية من الأعوام 1899 و1903 ضمت البرازيل هذه المنطقة في 1903 والآن تسمى أكري.

ولاية أكري البرازيلية